# BMW Open
BMW Open är en tennisturnering som spelas årligen i München, Tyskland, sedan 1974. Turneringen är en del av kategorin 250 Series på ATP-touren och spelas utomhus på grusbana.

## Resultat

### Singel
| År   | Mästare                                  | Finalist                                 | Resultat                                 |
| ---- | ---------------------------------------- | ---------------------------------------- | ---------------------------------------- |
| 2021 | Nikoloz Basilashvili                     | Jan-Lennard Struff                       | 6–4, 7–6(7–5)                            |
| 2020 | Inställd på grund av coronaviruspandemin | Inställd på grund av coronaviruspandemin | Inställd på grund av coronaviruspandemin |
| 2019 | Cristian Garín                           | Matteo Berrettini                        | 6–1, 3–6, 7–6(7–1)                       |
| 2018 | Alexander Zverev                         | Philipp Kohlschreiber                    | 6–3, 6–3                                 |
| 2017 | Alexander Zverev                         | Guido Pella                              | 6–4, 6–3                                 |
| 2016 | Philipp Kohlschreiber                    | Dominic Thiem                            | 7–6(9–7), 4–6, 7–6(7–4)                  |
| 2015 | Andy Murray                              | Philipp Kohlschreiber                    | 7–6(7–4), 5–7, 7–6(7–4)                  |
| 2014 | Martin Kližan                            | Fabio Fognini                            | 2–6, 6–1, 6–2                            |
| 2013 | Tommy Haas                               | Philipp Kohlschreiber                    | 6–3, 7–6(7–3)                            |
| 2012 | Philipp Kohlschreiber                    | Marin Čilić                              | 7–6(10–8), 6–3                           |
| 2011 | Nikolay Davydenko                        | Florian Mayer                            | 6–3, 3–6, 6–1                            |
| 2010 | Michail Juzjnyj                          | Marin Čilić                              | 6-3, 4-6, 6-4                            |
| 2009 | Tomáš Berdych                            | Michail Juzjnyj                          | 6–4, 4–6, 7–6(5)                         |
| 2008 | Fernando González                        | Simone Bolelli                           | 7-6 (7-4), 6-7 (4-7), 6-3                |
| 2007 | Philipp Kohlschreiber                    | Michail Juzjnyj                          | 2-6, 6-3, 6-4                            |
| 2006 | Olivier Rochus                           | Kristof Vliegen                          | 6-4, 6-2                                 |
| 2005 | David Nalbandian                         | Andrei Pavel                             | 6-4, 6-1                                 |
| 2004 | Nikolaj Davydenko                        | Martin Verkerk                           | 6-4, 7-5                                 |
| 2003 | Roger Federer                            | Jarkko Nieminen                          | 6-1, 6-4                                 |
| 2002 | Younes El Aynaoui                        | Rainer Schüttler                         | 6-4, 6-4                                 |
| 2001 | Jiří Novák                               | Anthony Dupuis                           | 6-4, 7-5                                 |
| 2000 | Franco Squillari                         | Tommy Haas                               | 6-4, 6-4                                 |
| 1999 | Franco Squillari                         | Andrei Pavel                             | 6-4, 6-3                                 |
| 1998 | Thomas Enqvist                           | Andre Agassi                             | 6-7 (4-7), 7-6 (8-6), 6-4                |
| 1997 | Mark Philippoussis                       | Àlex Corretja                            | 7-6 (7-3), 1-6, 6-4                      |
| 1996 | Slava Dosedel                            | Carlos Moyà                              | 6-4, 4-6, 6-3                            |
| 1995 | Wayne Ferreira                           | Michael Stich                            | 7-5, 7-6 (8-6)                           |
| 1994 | Michael Stich                            | Petr Korda                               | 6-2, 2-6, 6-3                            |
| 1993 | Ivan Lendl                               | Michael Stich                            | 7-6 (7-2), 6-3                           |
| 1992 | Magnus Larsson                           | Petr Korda                               | 6-4, 4-6, 6-1                            |
| 1991 | Magnus Gustafsson                        | Guillermo Pérez-Roldán                   | 3-6, 6-3, 4-3 ret.                       |
| 1990 | Karel Nováček                            | Thomas Muster                            | 6-4, 6-2                                 |
| 1989 | Andrei Chesnokov                         | Martin Strelba                           | 5-7, 7-6, 6-2                            |
| 1988 | Guillermo Pérez-Roldán                   | Jonas Svensson                           | 7-5, 6-3                                 |
| 1987 | Guillermo Pérez-Roldán                   | Marián Vajda                             | 6-3, 7-6                                 |
| 1986 | Emilio Sánchez                           | Ricki Osterthun                          | 6-1, 6-3                                 |
| 1985 | Joakim Nyström                           | Hans Schwaier                            | 6-1, 6-0                                 |
| 1984 | Libor Pimek                              | Gene Mayer                               | 6-4, 4-6, 7-6, 6-4                       |
| 1983 | Tomáš Šmíd                               | Joakim Nyström                           | 6-0, 6-3, 4-6, 2-6, 7-5                  |
| 1982 | Gene Mayer                               | Peter Elter                              | 3-6, 6-3, 6-2, 6-1                       |
| 1981 | Chris Lewis                              | Christophe Roger-Vasselin                | 4-6, 6-2, 2-6, 6-1, 6-1                  |
| 1980 | Rolf Gehring                             | Christophe Freyss                        | 6-2, 0-6, 6-2, 6-2                       |
| 1979 | Manuel Orantes                           | Wojtek Fibak                             | 6-3, 6-2, 6-4                            |
| 1978 | Guillermo Vilas                          | Buster Mottram                           | 6-1, 6-3, 6-3                            |
| 1977 | Željko Franulović                        | Víctor Pecci Sr.                         | 6-1, 6-1, 6-7, 7-5                       |
| 1976 | Manuel Orantes                           | Karl Meiler                              | 6-1, 6-4, 6-1                            |
| 1975 | Guillermo Vilas                          | Karl Meiler                              | 2-6, 6-0, 6-2, 6-3                       |
| 1974 | Jürgen Fassbender                        | François Jauffret                        | 6-2, 5-7, 6-1, 6-4                       |

### Dubbel
| År   | Mästare                                  | Finalister                               | Resultat                                 |
| ---- | ---------------------------------------- | ---------------------------------------- | ---------------------------------------- |
| 2021 | Kevin Krawietz Wesley Koolhof            | Sander Gillé Joran Vliegen               | 4–6, 6–4, [10–5]                         |
| 2020 | Inställd på grund av coronaviruspandemin | Inställd på grund av coronaviruspandemin | Inställd på grund av coronaviruspandemin |
| 2019 | Frederik Nielsen Tim Pütz                | Marcelo Demoliner Divij Sharan           | 6–4, 6–2                                 |
| 2018 | Ivan Dodig Rajeev Ram                    | Nikola Mektić Alexander Peya             | 6–3, 7–5                                 |
| 2017 | Juan Sebastián Cabal Robert Farah        | Jérémy Chardy Fabrice Martin             | 6–3, 6–3                                 |
| 2016 | Henri Kontinen John Peers                | Juan Sebastián Cabal Robert Farah        | 6–3, 3–6, [10–7]                         |
| 2015 | Alexander Peya Bruno Soares              | Alexander Zverev Mischa Zverev           | 4–6, 6–1, [10–5]                         |
| 2014 | Jamie Murray John Peers                  | Colin Fleming Ross Hutchins              | 6–4, 6–2                                 |
| 2013 | Jarkko Nieminen Dmitry Tursunov          | Marcos Baghdatis Eric Butorac            | 6–1, 6–4                                 |
| 2012 | František Čermák Filip Polášek           | Xavier Malisse Dick Norman               | 6–4, 7–5                                 |
| 2011 | Simone Bolelli Horacio Zeballos          | Andreas Beck Christopher Kas             | 7–6(3), 6–4                              |
| 2010 | Oliver Marach / Santiago Ventura         | Eric Butorac / Michael Kohlmann          | 5-7, 6-3, [16-14]                        |
| 2009 | Jan Hernych / Ivo Minář                  | Ashley Fisher / Jordan Kerr              | 6–4, 6–4                                 |
| 2008 | Michael Berrer / Rainer Schüttler        | Scott Lipsky / David Martin              | 7-5, 3-6, [10-8]                         |
| 2007 | Philipp Kohlschreiber / Michail Juzjnyj  | Jan Hajek / Jaroslav Levinsky            | 6-1, 6-4                                 |
| 2006 | Andrei Pavel / Alexander Waske           | Alexander Peya / Björn Phau              | 6-4, 6-2                                 |
| 2005 | Mario Ancic / Julian Knowle              | Florian Mayer / Alexander Waske          | 6-3, 1-6, 6-3                            |
| 2004 | James Blake / Mark Merklein              | Julian Knowle / Nenad Zimonjić           | 6-2, 6-4                                 |
| 2003 | Wayne Black / Kevin Ullyett              | Joshua Eagle / Jared Palmer              | 6-3, 7-5                                 |
| 2002 | Petr Luxa / Radek Stepanek               | Petr Pala / Pavel Vizner                 | 6-0, 6-7, [11-9]                         |
| 2001 | Petr Luxa / Radek Stepanek               | Jaime Oncins / Daniel Orsanic            | 5-7, 6-2, 7-6                            |
| 2000 | David Adams / John-Laffnie De Jager      | Max Mirnyi / Nenad Zimonjic              | 6-4, 6-4                                 |
| 1999 | Daniel Orsanic / Mariano Puerta          | Massimo Bertolini / Cristian Brandi      | 7-6, 3-6, 7-6                            |
| 1998 | Todd Woodbridge / Mark Woodforde         | Joshua Eagle / Andrew Florent            | 6-0, 6-3                                 |
| 1997 | Pablo Albano / Alex Corretja             | Karsten Braasch / Jens Knippschild       | 3-6, 7-5, 6-2                            |
| 1996 | Lan Bale / Stephen Noteboom              | Olivier Delaitre / Diego Nargiso         | 4-6, 7-6, 6-4                            |
| 1995 | Trevor Kronemann / David Macpherson      | Luis Lobo / Javier Sanchez               | 6-3, 6-4                                 |
| 1994 | Yevgeny Kafelnikov / David Rikl          | Boris Becker / Petr Korda                | 7-6, 7-5                                 |
| 1993 | Martin Damm / Henrik Holm                | Karel Novacek / Carl-Uwe Steeb           | 6-0, 3-6, 7-5                            |
| 1992 | David Adams / Menno Oosting              | Carl Limberger / Tomas Anzari            | 3-6, 7-5, 6-3                            |
| 1991 | Patrick Galbraith / Todd Witsken         | Anders Jarryd / Danie Visser             | 7-5, 6-4                                 |
| 1990 | Udo Riglewski / Michael Stich            | Petr Korda / Tomas Smid                  | 6-1, 6-4                                 |
| 1989 | Javier Sanchez / Balazs Taroczy          | Peter Doohan / Laurie Warder             | 7-6, 6-3                                 |
| 1988 | Rick Leach / Jim Pugh                    | Alberto Mancini / Christian Miniussi     | 7-6, 6-1                                 |
| 1987 | Jim Pugh / Blaine Willenborg             | Sergio Casal / Emilio Sanchez            | 7-6, 4-6, 6-4                            |
| 1986 | Sergio Casal / Emilio Sanchez            | Broderick Dyke / Wally Masur             | 6-3, 4-6, 6-3                            |
| 1985 | Mark Edmondson / Kim Warwick             | Sergio Casal / Emilio Sanchez            | 4-6, 7-5, 7-5                            |
| 1984 | Boris Becker / Wojtek Fibak              | Eric Fromm / Florin Segarceanu           | 6-4, 4-6, 6-1                            |
| 1983 | Chris Lewis / Pavel Slozil               | Anders Jarryd / Tomas Smid               | 6-4, 6-2                                 |
| 1982 | Chip Hooper / Mel Purcell                | Tian Viljoen / Danie Visser              | 6-4, 7-6                                 |
| 1981 | David Carter / Paul Kronk                | Eric Fromm / Shlomo Glickstein           | 6-3, 6-4                                 |
| 1980 | Heinz Gunthardt / Bob Hewitt             | David Carter / Chris Lewis               | 7-6, 6-1                                 |
| 1979 | Wojtek Fibak / Tom Okker                 | Jürgen Fassbender / Jean-Louis Haillet   | 7-6, 7-5                                 |
| 1978 | Ion Tiriac / Guillermo Vilas             | Jürgen Fassbender / Tom Okker            | 3-6, 6-4, 7-6                            |
| 1977 | Frantisek Pala / Balazs Taroczy          | Nikki Spear / John Whitlinger            | 6-3, 6-4                                 |
| 1976 | Juan Gisbert / Manuel Orantes            | Jürgen Fassbender / Hans-Jürgen Pohmann  | 1-6, 6-3, 6-2, 2-3, ret.                 |
| 1975 | Wojtek Fibak / Jan Kodeš                 | Milan Holecek / Karl Meiler              | 7-5, 6-3                                 |
| 1974 | Antonio Muñoz / Manuel Orantes           | Jürgen Fassbender / Hans-Jürgen Pohmann  | 2-6, 6-4, 7-6, 6-2                       |